# Tomatares clavicornis
Tomatares clavicornis là một loài côn trùng trong họ Myrmeleontidae thuộc bộ Neuroptera. Loài này được Latreille miêu tả năm 1829.